# John Hardy (Physiker)
John Christopher Hardy (* 9. Juli 1941 in Montreal) ist ein kanadischer experimenteller Kernphysiker.
Hardy studierte an der McGill University mit dem Bachelorabschluss 1961, dem Masterabschluss in Kernphysik 1963 und der Promotion 1965. Als Post-Doktorand war er an der Universität Oxford und 1967 bis 1969 Miller Fellow am Lawrence Radiation Laboratory der Universität Berkeley. Ab 1970 war er am kanadischen Kernphysik Labor (AECL) in den Chalk River Laboratories, wo er Abteilungsleiter für deren TASCC (Tandem Accelerator Superconducting Cyclotron) wurde. 1997 wurde er Professor an der Texas A&M University und Gruppenleiter an deren Zyklotron-Institut. 
1976/77 war er als Gastwissenschaftler am ISOLDE Experiment des CERN.
Er ist Fellow der American Physical Society und der Royal Society of Canada. 1976 erhielt er die kanadische Herzberg Medaille und 1981 die Rutherford Medaille der Royal Society of Canada. 1992 bis 1995 war er Vizepräsident der Royal Society of Canada. 2002 bis 2004 war er im Rat des Kernphysik Komitees der APS.
2006 erhielt er mit Ian Towner den Tom-W.-Bonner-Preis für Kernphysik für Präzisionstests der elektroschwachen Wechselwirkung (Unitarität der CKM-Matrix) in supererlaubten Betazerfällen. Das sind Betazerfälle von Drehimpuls- und Paritätsquantenzahlen {\displaystyle 0^{+}} nach {\displaystyle 0^{+}}, für die ein Gammastrahlübergang verboten ist.
Er befasste sich auch mit exotischen Kernen, verzögertem Zerfall in Kernen (das heißt über kurzlebige Zwischenzustände, deren Zerfallsprodukte fallen durch eine Verzögerung gegenüber den Zerfallsprodukts des langlebigeren Folgezustands auf), Transferreaktionen und Kernmassenbestimmung.